# Pinnotheres paralatissimus
Pinnotheres paralatissimus is een krabbensoort uit de familie van de Pinnotheridae. De wetenschappelijke naam van de soort is voor het eerst geldig gepubliceerd in 1986 door Dai & Song.